# ペリプラノンB
ペリプラノンB（periplanone B）は、雌のワモンゴキブリ Periplaneta americana によって生産されるフェロモンである。雄のゴキブリに対する性的刺激物であり、特に短距離で作用する。

## 歴史
このフェロモンの活性は1952年に初めて記載されたが、ペリプラノンAおよびBの全体構造がPersoonsらによって明らかにされたのはその25年後であった。立体化学配置と初の全合成はコロンビア大学のW・クラーク・スティルによって1979年に報告された。